# Aristogitone (oratore)
Aristogitone, figlio di Cidimaco del demo di Afidna (in greco antico: Ἀριστογείτων?, Aristoghéiton; IV secolo a.C. – dopo il 323 a.C.), è stato un politico e oratore ateniese della seconda metà del IV secolo a.C., oppositore di Demostene, Dinarco, Iperide e Licurgo.
Aristogitone venne definito demagogo e sicofante e la sua eloquenza fu ritenuta quella di un personaggio rozzo e violento; la sua sfrontatezza gli valse il soprannome "il cane".
Nonostante l'ampio numero di processi che lo videro coinvolto, la sua figura, come quella di molti politici ateniesi del IV secolo a.C., rimane "opaca" a causa della scarsità di informazioni disponibili.

## Biografia
Secondo la Suda il padre di Aristogitone, Cidimaco, morì in prigione a causa di alcuni debiti con la città che non riuscì a pagare; Dinarco, invece, racconta che Cidimaco morì ad Eretria (secondo Sealey vi si era recato da esiliato, dopo essere stato condannato a morte dagli Ateniesi, attorno al 338 a.C.). Sempre secondo la Suda Aristogitone, avendo ereditato il debito, fu a sua volta imprigionato per qualche tempo. La Suda narra un aneddoto riguardo alla sua prigionia: un giorno rubò un registro e, quando fu scoperto dai guardiani, strappò via a morsi il naso del proprietario del registro che aveva sottratto.
Aristogitone subì vari processi:
- almeno uno da parte di Demostene (si sono conservate due sue orazioni Contro Aristogitone, ma la prima potrebbe essere spuria[12]);
- uno da parte di Licurgo, per codardia;[13]
- uno, poco prima del 323 a.C., da parte di Licurgo, di Demostene e di altri oratori, per aver parlato nei tribunali e nell'Ecclesia nonostante avesse dei debiti nei confronti dello Stato (Aristogitone aveva ceduto la sua fattoria al fratello Eunomo, che aveva di accettato di pagarne le multe in dieci rate annuali ma in realtà aveva versato solo le prime due, quindi Aristogitone aveva ancora debiti nei confronti dello stato);[9][14][15][16][17] oltre a questa, in cui probabilmente fu assolto,[18] Aristogitone subì un'altra endeixis, chiusasi anch'essa con un'assoluzione;[9][19]
- uno, all'inizio del 323 a.C., da parte di Dinarco, per essere stato corrotto da Arpalo con venti mine (si è conservata la sua orazione Contro Aristogitone),[20] una somma molto inferiore rispetto a quelle attribuite agli altri imputati;[21] secondo la terza lettera di Demostene, forse autentica, fu assolto.[9][22]

Dinarco afferma che Aristogitone fu in prigione durante una grande spedizione militare degli Ateniesi (secondo Sealey si tratta della battaglia di Cheronea del 338 a.C.).
Dopo essere uscito di prigione Aristogitone fu nominato tra i dieci epimeleti τοῦ ἐμπορίου, ma fu squalificato alla sua docimasia; secondo Sealey è possibile che i suoi nemici avessero messo in dubbio il suo sangue ateniese e la legittimità della sua cittadinanza a causa della sua ascendenza eretriese.
Aristogitone intentò almeno tre processi infruttuosi:
- un decreto contenente un'accusa di sacrilegio contro Ierocle, che aveva portato indumenti sacri; Fenostrato intentò contro questo decreto una graphe paranomon e ottenne che Aristogitone fosse multato di 5 talenti;[2]
- un'accusa contro Egemone (forse un amico di Eschine, il quale faceva parte del gruppo politico di Eubulo e Focione[9]), poi ritirata a seguito di una tangente ricevuta da Egemone stesso; per questo Aristogitone fu poi processato e multato di 1000 dracme;[9][25]
- poco dopo la battaglia di Cheronea (338 a.C.) una graphe paranomon contro Iperide, che aveva fatto approvare un decreto contenente provvedimenti straordinari (gli atimoi riottennero i diritti civili, gli esuli furono richiamati ad Atene, i meteci e gli schiavi che si arruolarono nell'esercito ottennero la cittadinanza ateniese) in vista di un possibile assedio di Atene da parte dei Macedoni; Iperide, colla sua orazione Contro Aristogitone (perduta), riuscì ad ottenere l'assoluzione.[26]

Aristogitone morì in prigione, condannato a morte dagli Ateniesi. Sealey ipotizza che ciò sia avvenuto nel 318 a.C., quando il governo di Focione fu rovesciato e molti suoi sostenitori (tra cui potrebbe forse essere annoverato Aristogitone, che aveva aiutato Egemone facendosi in pratica condannare al suo posto) furono giustiziati.

## Orazioni
La Suda menziona sette orazioni di Aristogitone:
- Difesa contro lo stratego Demostene
- Contro Licurgo
- Contro Timoteo
- Contro Timarco[28]
- Contro Iperide
- Contro Trasillo
- Per l'orfano

Ateneo di Naucrati menziona una Contro Frine.
Fozio di Costantinopoli menziona una Difesa contro le accuse di Demostene e di Licurgo.
Lo Pseudo-Plutarco afferma che alcune delle 64 orazioni di solito attribuite a Dinarco potevano essere di Aristogitone.